# 수색
수색(搜索)은 압수하여야 할 물건 또는 체포나 구인 또는 구류하여야 할 범인을 발견하기 위하여 사람의 신체나 물건 또는 가택을 탐사하는 강제처분을 말한다. 그 대상에 따라 가택 수색, 신체 수색, 물건 수색으로 나뉜다. 원칙적으로 현행범인 경우를 제외하고는 법관이 발행한 수색 영장을 제시하여야 한다. 여자일 경우에는 성년 여자의 입회를 필요로 한다. 또한, 특별한 기재가 없는 경우에는 해 뜨기 전과 해 진 후의 가택 수색은 금지되고 있다.

## 미국법
- 자동차나 비행기 등에 부착되는 추적장비가 수색에 해당되는지 여부에 대해 미국 연방대법원은 개인의 프라이버시 침해가 없고 단순히 시각적 감시를 도울 뿐이며 합리적인 사생활에 대한 기대가 없는 공공의 열린 장소를 자동차로 이동하는 것을 추적하는 것이므로 수색으로 볼 수 없다고 하였다[1]
- 일반적으로, 공항에서 무기나 폭발물로부터 승객을 보호하기 위한 연방 법률에 의한 영장은 수색은 무기와 폭발물로부터 허용된다[2].

## 참고 문헌
- 오범석, 미국의 압수․수색제도에 관한 연구 보관됨 2014-07-15 - 웨이백 머신